# Cardinal (caravela)
A Cardinal foi uma caravela portuguesa do início do século XIII, que foi capturada pela frota inglesa perto da costa da Gasconha em 1225. 

## História
Em 1225, aquando o bloqueio inglês da costa da Gasconha, a frota inglesa impediu a saída de qualquer navio dos portos franceses. A caravela Cardinal, carregada de sebo e óleo e iniciando a viagem de regresso a Portugal, proveniente de Bordéus, foi interceptada pelo navio inglês Queen e foi capturada. A Cardinal foi posteriormente transferida para a frota inglesa e mudou de nome, nunca mais havendo registo do seu paradeiro nem da coga Queen.
A 12 de Dezembro de 1225, Henrique III de Inglaterra emite uma carta a Richard Renger, mayor (presidente do município) de Londres sobre a captura da caravela Cardinal. Pretende-se dar uma compensação monetária a dois académicos portugueses que estudavam, na altura, na Universidade de Paris, visto que os seus familiares tinham enviado dinheiro e bens através da caravela no valor de 40 marcos ingleses. 

## Características
Nada se sabe sobre as características físicas desta embarcação. No entanto, pode-se afirmar que a embarcação tratava-se de uma caravela (e não uma coga) pois possuía características de uma caravela do século XIII.
As primeiras caravelas de que temos documentação aparecem em Itália como embarcações de serviço a navios de grande porte, em 1159.Em Portugal são referidas em 1255, no foral de Vila Nova de Gaia. No início do século XIII, o termo "caravela" estava associado a uma embarcação idêntica às embarcações muçulmanas algarvias e magrebinas, de dimensões reduzidas, com equipamento feito para anteder às condições da navegação no Atlântico. Em relação à caravela do século XIII sabe-se, a partir do foral de Vila Nova de Gaia, que essas caravelas eram pequenas e de capacidade limitada. Durante esse período, o seu uso era muito limitado, servindo de barco de pesca e transporte de mercadorias em zonas costeiras e zonas fluviais.  Visto que o seu calado era curto e a boca bastante pequena indica a sua utilidade como um navio de uso ao longo das costas do Atlântico e do Mediterrâneo. No entanto, também é concebível que esses navios tenham sido empregados para o comércio. 
Como muitos navios durante esse período foram semelhantes à caravela em tamanho e aparência, uma comparação provisória pode ser feita com outros navios em relação às proporções de tonelagem e quilha/viga.  Através dos registos datados de 1307 da área da Biscaia, são mencionadas pequenas caravelas com tripulações de nove homens cada. Essas taxas de tripulação representam navios de 18 a 20 tonéis portugueses . Em 1901, Charles Dixon - um pintor marítimo britânico do final do século XIX e início do XX - pintou o confronto entre a coga inglesa Queen e a caravela Cardinal. No entanto, é importante salientar as grandes imprecisões da pintura. O navio português apresentado na pintura é uma coga, ao invés de uma caravela mediterrânica. A bandeira da popa é uma liberdade artística, visto que apresenta o distintivo pessoal do ministro da Marinha previsto para uso nos navios da Armada Portuguesa no final da monarquia. Também a vela do mastro apresenta o brasão de armas português em uso após o século XV.